# لا پیندا
لا پیندا (به اسپانیایی: La Pineda) یک منطقه مسکونی در اسپانیا است که در بیلا-سکا واقع شده‌است. لا پیندا ۱۲۶ متر بالاتر از سطح دریا واقع شده‌است.